# مناف
مَناف اسم علم مذكر عربي، والنسبة إليه مَنافي، وهو اسم فاعل من الفعل أنافَ: طال وارتفع. والمعنى: العالي الشاهق، المرتفع. والمَناف: الشريف، المشرف، العزة، الشرف، العظمة. وهو اسم جد من اجداد الرسول محمد.
وهو في قول الشاعر بلعاء بن قيس :
- ومن اشتقاقات مَناف للذكور: عبد مَناف، نَوْف، نَوْفان، نايف، مُنِيف، نَوّاف، أَنْوَف. وللإناث: نَوْف، مُنِيفة، نايفة، نَوْفة.[1]